# Сан-Антонио-дель-Тачира
Сан-Антонио-дель-Тачира (исп. San Antonio del Táchira) — город в Венесуэле.
Город Сан-Антонио-дель-Тачира находится на юго-западе Венесуэлы, на территории штата Тачира. Административно входит в муниципию Боливар-де-Тачира (Municipio Bolívar de Táchira). В 2 километрах северо-восточнее города расположен международный аэропорт Хуан Висетне Гомес (Juan Vicente Gómez International Airport). Проходящее через него шоссе соединяет Сан-Антонио с соседней Колумбией и центром провинции, городом Сан-Кристобаль, что делает его важным звеном в торговле между двумя странами.